# Донк (ватерпольный клуб)
Goudsche Zwemclub DONK — нидерландский клуб водных видов спорта из города Гауда. Представляет собой результат слияния Goudsche Swim Club, образованного в 1886 году, и ватерпольного клуба «Donk». Слияние производилось в несколько этапов и было завершено 1 июля 2003 года. 
Включает как мужскую, так и женскую ватерпольные команды. Также производится подготовка пловцов, синхронистов.

## Женская команда
Женская команда является одной из наиболее титулованных команд Европы. Именно «GZC Donk» стал первым обладателем Кубка европейских чемпионов в 1988 году. Команда ещё дважды (1989, 1991) завоёвывала Кубок европейских чемпионов.
На внутренних соревнованиях команда также преуспела. Она становилась чемпионом Нидерландов 10 раз — 1985, 1987, 1988, 1990, 1992, 1998, 1999, 2005, 2011, 2015. А также 11 раз (1988, 1989, 1990, 1991, 1992, 1994, 1998, 2000, 2001, 2005, 2011) девушки из Гауды становились обладательницами Кубка Нидерландов.
Известные спортсменки:
Даниэлле де Брёйн - олимпийская чемпионка 2008 года

## Мужская команда
Мужская команда на международной арене не преуспела. В чемпионате Нидерландов «GZC Donk» был чемпионом 6 раз (1923, 1954, 1957, 2008, 2009, 2010) и трижды (2007-2008, 2008-2009, 2009-2010) выигрывал Кубок страны.